# غفار جلال علاء
غفار جلال علاء ملقب به جلال السلطنه (۱۲۵۸ – ۱۳۲۶) وزیر مختار ایران در واشینگتن بود. در پی ماجرای بازداشت او در آمریکا، روابط ایران و آمریکا برای مدتی تیره شد.

## زندگی
جلال علاء در سال ۱۲۵۸ متولد شد. او خواهرزادهٔ علاءالسلطنه و پسرعمهٔ مهدی و حسین علاء است. در سال ۱۲۸۰ وارد خدمت شد. جلال علاء مدتی مستشار سفارت لندن بوده‌است. سپس وزیرمختار ایران در سوئد و بعد در ایتالیا شد. مدتی را نیز در مصر گذراند و آخرین سمتش وزیرمختاری ایران در آمریکا بوده‌است. پس از ماجرای بازداشت جلال علاء در آمریکا او به تهران احضار و بازنشسته شد. او در سال ۱۳۲۶ در اروپا درگذشت.

## ماجرای بازداشت جلال علاء و قطع روابط ایران و آمریکا
در پاییز سال ۱۳۱۴، جلال علاء در آخرین مأموریت خود از طرف دولت ایران در آمریکا، به اتفاق همسر انگلیسی‌اش در حال رفتن به یک مهمانی رسمی در روستای الکتون ایالت مریلند بودند. از آنجایی که دیر شده بود، جلال علاء به رانندهٔ خود دستور می‌دهد سریع‌تر حرکت کند. پلیس متوجه سرعت زیاد آن‌ها شده و سعی می‌کند خودرو را متوقف کند. راننده به امر همسر وزیرمختار، به فرمان پلیس اعتنا نمی‌کند و به سرعت خود می‌افزاید، ولی سرانجام پلیس جلوی خودرو را می‌گیرد. همسر وزیرمختار برخوردی اهانت‌آمیز با پلیس دارد و پلیس در صدد جلب راننده برمی‌آید. در این هنگام همسر جلال علاء با کیف دستی خود به سر مأمور می‌کوبد — یا به روایتی دیگر به سگی که به همراه داشته‌اند فرمان حمله می‌دهد — و نهایتاً پلیس آن‌ها را بازداشت می‌کند و با دستبند به پاسگاه پلیس الکتون می‌برد.
هرچند جلال علاء مدارک مصونیت دیپلماتیکش را ارائه می‌کند، اما در مواجهه با مأمور پلیس خود را Minister معرفی می‌کند و از آنجایی که این واژه در انگلیسی علاوه بر وزیر، کشیش هم‌معنی می‌دهد، پلیس گمان می‌کند او یک کشیش است و احترام چندانی برایش قائل نمی‌شود. پس از این اتفاق، کردل هال وزیر خارجه آمریکا با غفار جلال علاء دیدار می‌کند و از او بابت موضوع پیش‌آمده عذرخواهی می‌کند، اما تذکر می‌دهد که مصونیت دیپلماتیک مجوزی برای تخلف رانندگی نیست.
این مسئله در مطبوعات آن زمان بازتاب گسترده‌ای یافت که این بازتاب‌ها اهانت‌هایی به شاه همراه بود، از جمله اینکه شاه را مهتر اصطبل سفارتخانه بریتانیا خوانده بودند که به لطف انگلیسی‌ها به سلطنت رسیده‌است یا در مواردی او را یهودی زاده یا گبر معرفی کردند. دولت ایران پس از مطلع شدن از این موضوع از آمریکا تقاضای عذرخواهی رسمی می‌کند و نیز می‌خواهد که انتشار این گزارش‌ها متوقف شود، ولی دولت آمریکا در پاسخ نه تنها از این کار امتناع می‌ورزد، بلکه ضمن اشاره به آزادی بیان در مطبوعات و رسانه‌های گروهی آمریکا و اینکه دولت نمی‌تواند آن‌ها را سانسور کند، تأکید می‌کند که توصیف رضاشاه به عنوان یکی از «مردان خودساخته» در کشوری که بسیاری از مردمانش به لطف روابط، نه به حکم ضوابط، به جایگاه والا می‌رسند، نه تنها اهانت به آن شخصیت نیست که قلم‌فرسایی در بزرگداشت و ستایش اوست. کُردل هال در یک کنفرانس مطبوعاتی اعلام کرد که مصونیت سیاسی نباید موجب رفتار غیرمسئولانه، توهین‌آمیز و همچنین خلاف مقررات کشور خارجی محل مأموریت شان شود.
از سوی دیگر وزیر مختار در گزارش خود به ایران از اصطلاح «پلیس ترپ» استفاده می‌کند که روشی برای کنترل شدآمد خودروها است، ولی این واژه به صورت «دام پلیس راهنمایی» برای شاه ترجمه می‌شود و شاه از آن به عنوان دامی برای ضربه زدن به آبروی ایران و ایرانی تعبیر می‌کند.
خودداری آمریکا از عذرخواهی، اظهارات کردل هال و توهین‌های مطبوعات آمریکایی که شاه را «شاگرد مهتر انگلستان» نامیده بودند موجب شد تا رضاشاه خشمگین، در روز ۲۷ بهمن ۱۳۱۴ دستور قطع روابط سیاسی با ایالات متحده را بدهد. این فرمان از نیمهٔ فروردین ۱۳۱۵ اجرایی شد. با این حال آمریکا سفارت خود در تهران را تعطیل نکرد و یک کاردار در تهران باقی گذاشت.
تیرگی روابط حاصل از این رویداد تا سال ۱۳۱۷ همچنان باقی ماند. در سال ۱۳۱۷ روزولت، رئیس جمهور آمریکا، نمایندهٔ ویژه‌ای به ایران می‌فرستد تا از ایران بابت مسئلهٔ پیش‌آمده عذرخواهی کند و به این ترتیب از دی‌ماه ۱۳۱۷ روابط سیاسی بین دو کشور مجدداً برقرار شد و تهران محمد شایسته را با سمت وزیرمختاری به واشینگتن فرستاد.